# Кочевје (Чрномељ)
Кочевје (словен. Kočevje) је некадашње насеље у општини Чрномељ, регија Југоисточна Словенија, Словенија.

## Историја
До територијалне реорганизације у Словенији била је у саставу старе општине Чрномељ. 1996. године насеље је укинуто и припојено насељу Чрномељ.

## Становништво
| Број становника према пописима |
| ------------------------------ |
| 1991                           |
| 235                            |

Напомена: Године 1996. припојен насељу Чрномељ.